# Моррис-парк (линия Дайр-авеню, Ай-ар-ти)
|   |   |   |   |   |   |   |   |
| · | · | · | · | · | · | · | · |

|   |   |   |   |   |   |   |   |
| · | · | · | · | · | · | · | · |

«Моррис-парк» (англ. Morris Park) — станция Нью-Йоркского метрополитена, расположенная на линии Дайр-авеню, Ай-ар-ти.  На станции останавливается маршрут 5 (круглосуточно). Она представлена двумя боковыми платформами, обслуживающими два локальных пути, в то время как экспресс-пути находятся в упадке и не используются поездами.
Станция была открыта 29 мая 1912 года, на линии ж/д компании NYW&B, для локальных пригородных поездов, которые направлялись до Порт-Честера. Экспрессы проходили без остановки через эту станцию, до Уайт-Плейнса. Построена частично под землёй. Компания перестала действовать в 1937 году, и станция была закрыта. Позже в 1941 городской транспортный оператор города Нью-Йорка выкупил данный участок линии и сделал частью системы метро.
Архитектура станции выполнена в стиле Миссионерского возрождения (Испанском), архитектором Альфредом Феллхеймером, который также был ведущим архитектором при проектировании Центрального вокзала Нью-Йорка (Grand Central Terminal). В 1990-х была реконструкция станции.
6 июля 2005 года Национальный реестр исторических мест США включил станцию в свой список как объект, имеющий историческую ценность.

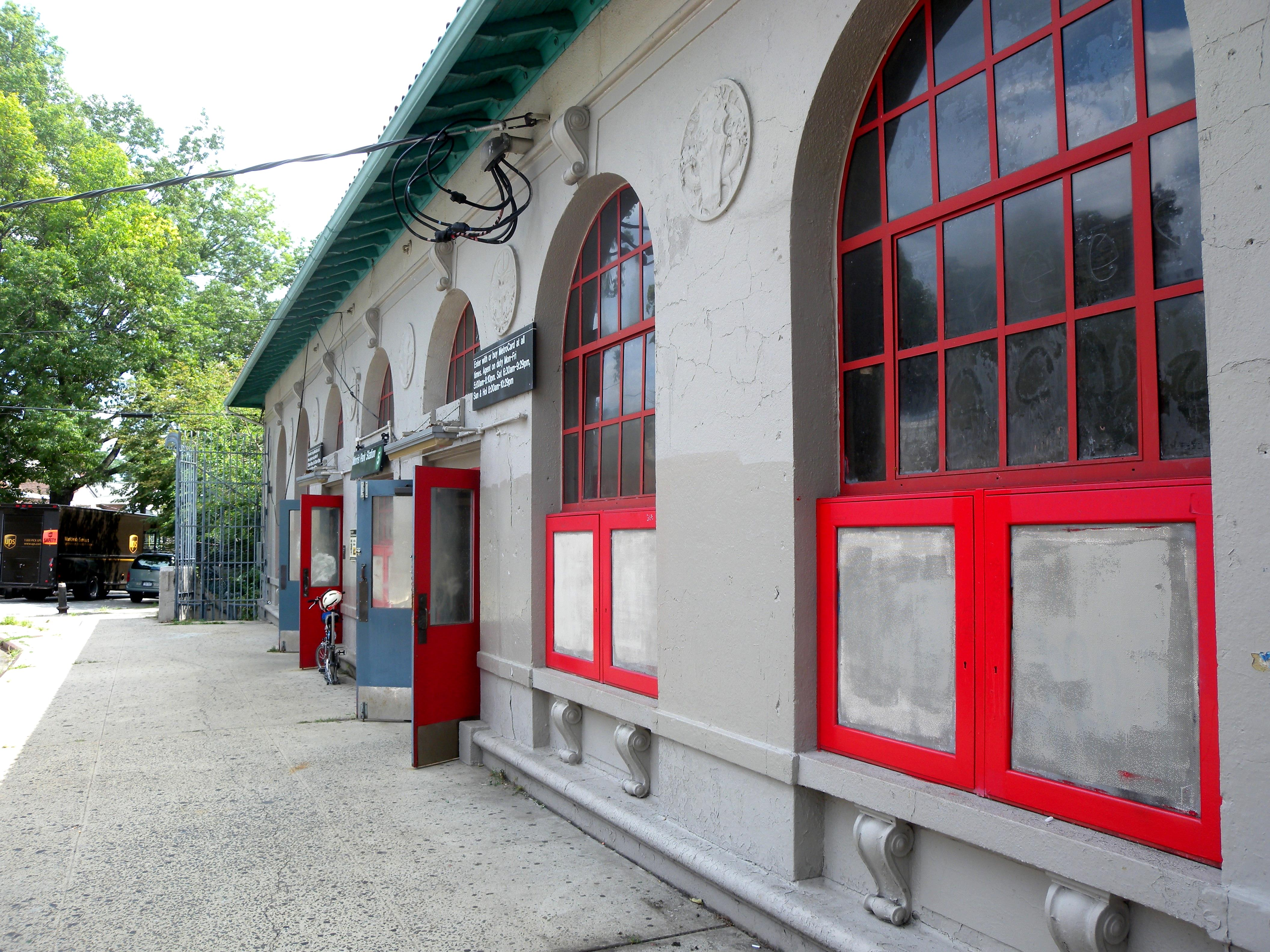
Здание станции